# كورينا شوماخر
كورينا شوماخر (بالألمانية: Corinna Schumacher)‏ (و. 1969  م) هي سيدة أعمال ألمانية، ولدت في هالفر.